# هریتج گیتارز
هریتج گیتارز (انگلیسی: Heritage Guitars) شرکت تجهیزات موسیقی آمریکایی است، که در سال ۱۹۸۵ تأسیس شد.